# Claus-Frenz Claussen

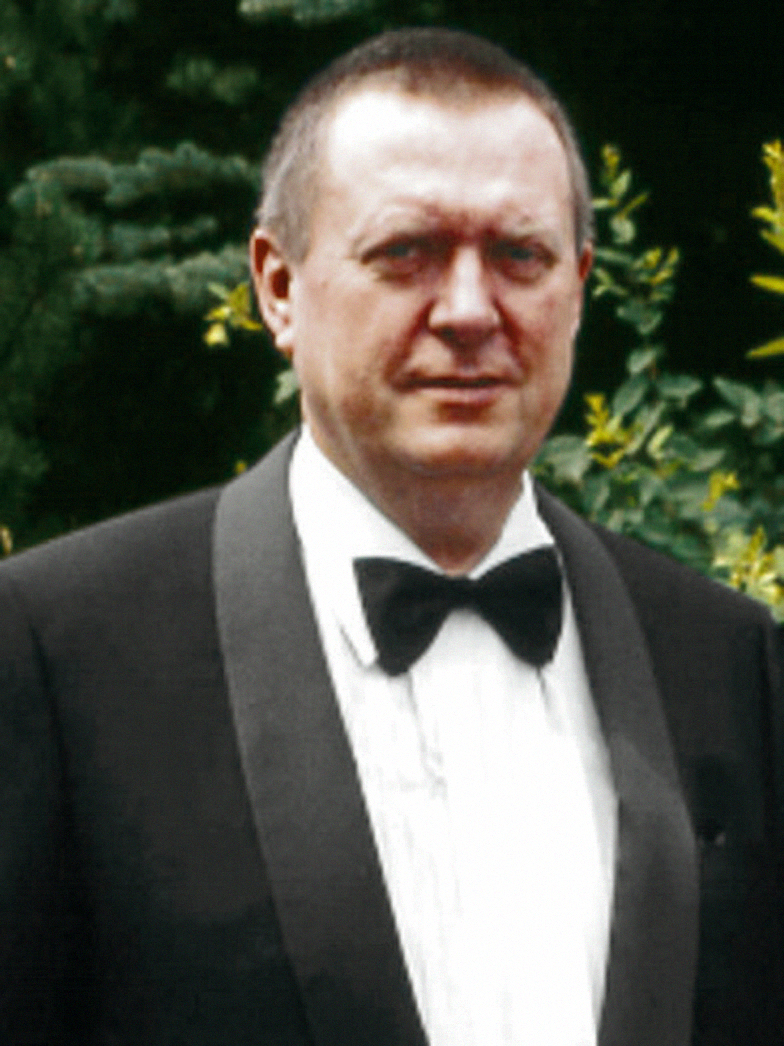
Claus F. Claussen (2006)

Claus-Frenz Claussen oder Claus Frenz Claussen (* 28. Mai 1939 in Husum, Kreis Nordfriesland, Schleswig-Holstein; † 4. September 2022) war ein deutscher Mediziner, HNO-Arzt, Autor, Herausgeber, bildender Künstler und Erfinder. Er war der erste Hochschullehrer für Neurootologie in Deutschland.

## Leben
Claussen studierte Medizin an den Universitäten Bonn und Hamburg, wo er sein deutsches medizinisches Staatsexamen und das US-amerikanische ECFMG-Examen erwarb und 1965 mit seiner Dissertation zum Vergleich der enteralen Resorption von Digoxin und Digoxinestern zum Dr. med. promoviert wurde. Während dieser Studienjahre besuchte er als Stipendiat der Studienstiftung des deutschen Volkes Auslandskurse an den Universitäten in Toulouse (Frankreich), Oxford (England), Oslo (Norwegen), Göteborg (Schweden), Kopenhagen und Århus (beide Dänemark).
In den Folgejahren von 1965 bis 1967 war er als Medizinalassistent in Hamburg und Simmerath (Eifel), von 1967 bis 1970 als wissenschaftlicher Assistent an der Universitäts-HNO-Klinik der Freien Universität Berlin tätig, hatte 1968–1969 Forschungsaufenthalte auf dem Gebiet der damals noch neuen Neurootologie bei Nils Gunnar Henriksson (1920–1999) in Lund (Schweden) und entwickelte zahlreiche neurootologische Tests wie die „Cranio-Corpo-Graphie“.
Im Jahr 1970 habilitierte er sich an der FU Berlin als erster Hochschullehrer für Neurootologie in Deutschland (Lehre von der gesunden und kranken Funktion der Kopfsinne). Der Titel seiner Habilitationsschrift lautet Über die Aufzeichnung und Auswertung ausgewählter quantitativer Gleichgewichtsfunktionsprüfungen. Damals entwickelte er seit 1969 parallel die entsprechenden Abteilungen an den Universitätskliniken in Berlin und Würzburg und war ab 1971 in Würzburg deren Abteilungsleiter an der Universitäts-HNO-Klinik im Kopfklinikum der Universität Würzburg, wo er sich 1971 für das Fach Neurootologie umhabilitieren ließ.
Von 1972 bis 1974 verlegte er seine Forschungsarbeit nach Buenos Aires (Argentinien), wo er bei Juan Manuel Tato (1902–2004) sein eigenes Konzept der modernen Äquilibriometrie, der objektiven und quantitativen Funktionsmessung des Gleichgewichtssinnes, formulierte und auch in einem Lehrbuch erstmals veröffentlichte. Außerdem war er zu mehreren Forschungsaufenthalten bei Ashton Graybiel in den sinnesphysiologischen Laboratorien der NASA in Pensacola (Florida).
Bis zu seiner Emeritierung nach Abschluss des Sommersemesters 2004 war Claussen Professor, Extraordinarius und ab 1978 Ordinarius für Neurootologie an der Klinik für Hals-, Nasen- und Ohrenkranke der Universität Würzburg. Er untersuchte die Gleichgewichtsregulation, die Sinnesfunktionen der Hörorgane, sowie die Geruchs- und Geschmackswahrnehmung.

## Wirken
Zwischen 1967 und 1982 baute er in Würzburg eine Datenbank mit Informationen über 30.000 neurootologische Patienten auf. Durch Auswertung dieser Datenbank wurde es möglich, Rückschlüsse auf Erkrankungen wie Schwindel, Bildertanzen und Doppelsehen, Hörstörungen oder Ohrgeräusche (Tinnitus) zu ziehen. Seit dieser Zeit (1972) unterhielt Claussen wissenschaftliche Kooperationen mit einzelnen Wissenschaftlern und Institutionen auf allen Erdteilen.
Im Jahr 1974 war er Mitbegründer der internationalen Gesellschaft für Neurootologie und Aequilibriometrie (GNA) in Bad Kissingen, 1981 der Gesellschaft zur Erforschung von Geruchs-, Geschmacks-, Gehör- und Gleichgewichtsstörungen e. V. („4-G-Forschung“). Beiden Gesellschaften stand er bis zu seinem Tod als Präsident vor. Auch nach seiner Emeritierung hatte er mehrere Ehrenämter als Präsident oder Vorstand internationaler Fachorganisationen inne.
Claussen war Veranstalter und Leiter internationaler Kongresse über Neurootologie und Kopfsinnesstörungen sowie über deren Therapie, die er häufig in seinem Wohnort Bad Kissingen abhielt. So organisierte er von 1974 bis 2014 jährlich den „Internationalen Neurootologen-Kongress“ mit Teilnehmern aus 33 Ländern.

## Mitgliedschaften
Claussen war Mitglied, korrespondierendes Mitglied und Ehrenmitglied in zahlreichen wissenschaftlichen Gesellschaften und Vereinen in Europa, Amerika und Asien, so beispielsweise
- Bárány-Gesellschaft, Uppsala, Schweden
- Aerospace Medical Society, Washington D.C., USA
- Gesellschaft Deutscher Naturforscher und Ärzte (GDNÄ)
- Deutsche Gesellschaft für Gerontologie und Geriatrie (DGGG)
- Deutsche Gesellschaft für Hals-Nasen-Ohrenheilkunde, Kopf- und Hals-Chirurgie
- Repräsentantenausschuss des Automobilclub von Deutschland (AvD)

## Ehrungen
- Im Jahr 1983 wurde er zum Ehrenmitglied der „Ungarischen Hals-Nasen-Ohren-Gesellschaft“ ernannt
- Am 17. April 1991 wurde ihm von der medizinischen Fakultät der Universität Granada (Spanien) die Ehrenmedaille der Fakultät con admiracion y afecto verliehen
- Am 22. Januar 2001 erhielt er in Budapest (Ungarn) am „Tag der Ungarischen Kultur“ im Stefanie Palast (ehemaliger barocker Palast der Familie Esterházy) in einem Staatsakt den Ehrentitel „Ritter der Ungarischen Kultur“ mit dem Rakoczy-Orden
- Am 19. November 2004 wurde ihm in Chennai (früher Madras, Indien) die lebenslange Ehrenmitgliedschaft der „Indischen Otologischen Gesellschaft“ verliehen
- Am 15. März 2005 erhielt er in der Karls-Universität Prag (Tschechien) die „Goldene Ehrenmedaille der medizinischen Fakultät“
- Am 1. Januar 2007 erhielt er die Bürgermedaille der Stadt Bad Kissingen

## Künstler

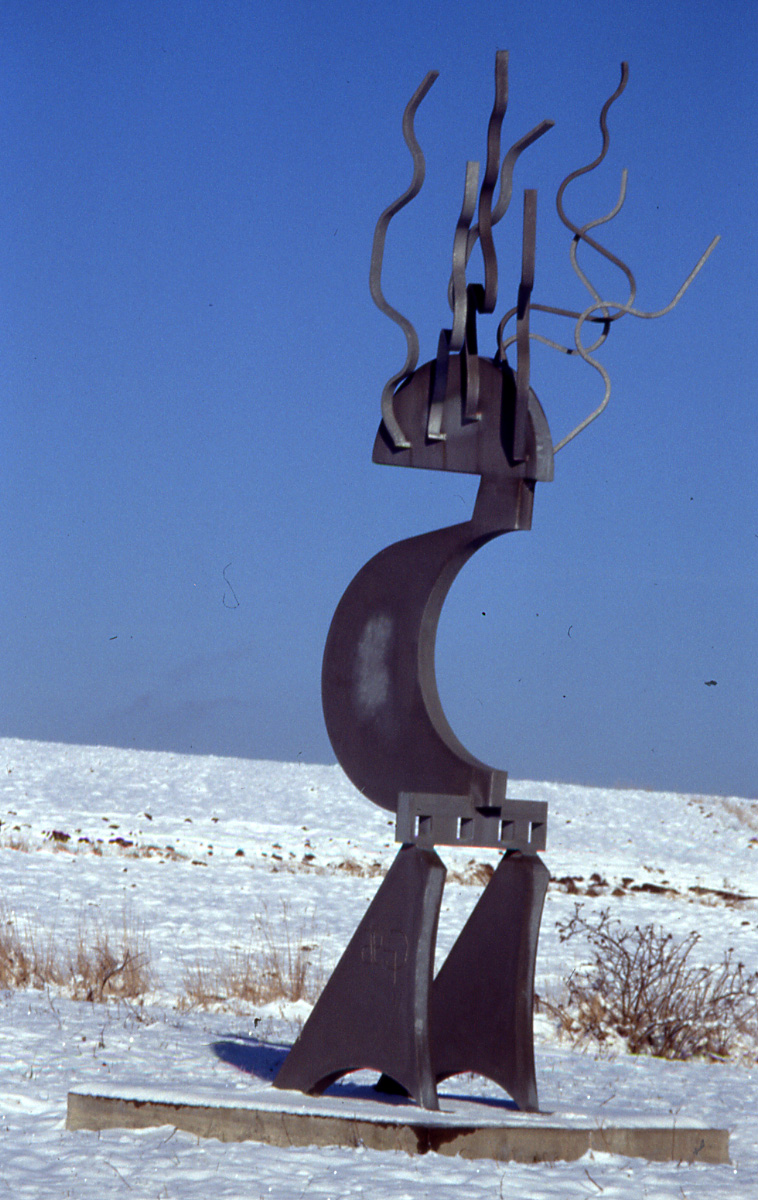
Claussens Stahlskulptur Cerebralo im Kunstpark Eisenbühl

Neben der Medizin widmete sich Claussen seit 1972 der bildenden Kunst (Stahlplastiken und Ölbilder). Im oberfränkischen Eisenbühl (Landkreis Hof) betrieb er („der Eisenbildner von Eisenbühl“) ein stahlbildnerisches Atelier, einen Kunstpark (ab 1997, mit mehrmaliger Erweiterung, zuletzt im Jahr 2009) und eine Museumshalle. Einige seiner Stahlgroßplastiken stehen seit 1981 an öffentlichen Plätzen in der Schweiz, in Baden-Württemberg, Berlin und Franken. Eine große Stahlskulptur steht seit 1997 im Innenhof der Berliner Charité. Bereits in den 1980er Jahren erfolgten Kunstausstellungen eigener Stahlplastiken. 1981 erwarb die Stadt Würzburg seine Plastikgruppe Der heilige Kilian und Die beiden guten Vögel. Seine Kunstwerke sind seit 1992 auf etlichen Einzelausstellungen zu sehen.
Er hielt seit 1975 auf Einladung der Kunstakademie der State University of New York und seit 1976 an der Universität Würzburg regelmäßig Vorlesungen über „die Zusammenhänge zwischen Wissenschaft und Kunst mit praktischen Beispielen“. Im Jahr 2002 formulierte Claussen das Konzept des „narrativen Sensologismus“ als Brücke zwischen Wissenschaft, Kunst und Philosophie und hielt im In- und Ausland Vorträge zum Thema.
Claussen war seit 1987 Gründungsmitglied des „Vereins zur allgemeinen Kunstförderung“ (VAK) in Lichtenberg (Oberfranken) und seit 1997 Gründungsmitglied und Vizepräsident des europäischen Kunstvereins „Via Europae Sculpturarum“.
Seit 1992 war Claussen offizieller Künstler der Richard-Wagner-Festspiele in Bayreuth mit Ausstellung eigener Plastiken innerhalb und außerhalb des Festspielhauses.
„Wissenschaft ist Eindruck, Kunst ist Ausdruck“, sagte Claussen, denn beide gingen von einer Idee aus, die dann entweder im künstlerischen Werk oder im wissenschaftlichen Beweis „Gestalt“ finde. „Was immer der Mensch in Kunst, Wissenschaft, Religion und Philosophie anstrebt, ist die Wahrheit — wie aber können wir sie mit unserem begrenzten Wahrnehmungsvermögen überhaupt einfangen?“ fragte er.

## Erfinder
Im Ruhestand widmete sich Claussen zusätzlich seinem Projekt eines computer-gestützten, selbst lenkenden, gesundheitlich unterstützten und technisch gesicherten Roboterautos für Senioren, von ihm „Auto-Cyberno-Mobil“ genannt, um in Konsequenz des demografischen Wandels auch alten Menschen die gewünschte Mobilität zu erhalten.

## Publikationen
Claussen legte etwa 500 Publikationen in vier Sprachen zu medizinisch-wissenschaftlichen, künstlerischen und technischen Themen vor. Außerdem war er von 1995 bis 2010 Mitherausgeber des International Tinnitus Journal (ITJ; ISSN 0946-5448).
Seine Bücher zum auch in Vorlesungen vermittelten Thema „Kunst“ sind:
- Feuer, Stahl und Logik. Über Zusammenhänge zwischen Wissenschaft und Kunst. Edition M. u. P. Rudat, Hamburg/Neu-Isenburg 1979 , ISBN 3-922326-13-7.
- Stahlskulpturen im Berger Winkel. Stählerne Zeichen des Seins über Wasser und Land in Claussen’s Eisenpark zu Eisenbühl. Bad Kissingen 2005, ISBN 3-00-016967-9.
- Drehen-Laufen-Leben. Gedichte. Eigenverlag, Bad Kissingen.